# New Tecumseth
New Tecumseth est une ville de l'Ontario, au Canada. Située dans le comté de Simcoe, elle comptait 30 234 habitants en 2011.

## Personnalités liées à New Tecumseth
- Deanne Rose (1999-), une joueuse de football, née à New Tecumseth

## Démographie
| 2001   | 2006   | 2011   | 2016   |
| ------ | ------ | ------ | ------ |
| 26 141 | 27 701 | 30 234 | 34 242 |